# Santiago Sosa
Santiago Leonel Sosa (La Plata, Buenos Aires, 3 de mayo de 1999) es un futbolista argentino que se desempeña como Centrocampista. Actualmente se encuentra en Racing Club de la Primera División de Argentina.

## Trayectoria

### Inicios
Llegó a River Plate en el año 2009 proveniente del Club Mercedes. Se desempeña como mediocampista central. Es un jugador con buena marca y recuperación de pelota. Tiene un excelente primer pase y lee bien el juego. Tiene un gran despliegue físico.
Estuvo como sparring de la selección mayor en los amistosos contra Italia y España (2018) e integró la Selección Sub-20.

### River Plate
Marcelo Gallardo lo incluyó en la lista de buena fe de la Copa Libertadores 2018. Hizo su presentación oficial el 29 de agosto de 2018, en el partido de vuelta de los octavos de final, en el que River derrotó a Racing Club por 3-0, ingresando desde el banco a los 74' del segundo tiempo en lugar de Juan Fernando Quintero.

### Atlanta United
A comienzos de 2021 dejó River Plate con sólo 21 partidos disputados para incorporarse al Atlanta United Football Club de la Major League Soccer, en Estados Unidos. El 5 de mayo de 2021 anotó su primer gol contra Phidadelphia Union por los cuartos de final de la Liga de Campeones de la Concacaf. El 22 de agosto de 2022 marcó su primer gol en la MLS ante Colombus Crew, siendo éste su último gol en el club estadounidense.

### Racing Club
A comienzos de 2024 se unió al Racing Club de la Primera División de Argentina, regresando a su país natal a préstamo por un año. Con este equipo, dirigido por Gustavo Costas, se logró consolidar como uno de los pilares de la defensa junto a Marco Di Cesare y Agustín García Basso. El 27 de enero se produjo su debut. Fue por la 1.ª fecha de la Copa de la Liga Profesional, derrota 0-1 ante Unión en el Cilindro.
El 28 de julio, por la 8.ª fecha del campeonato, convirtió su primer gol ante Unión, abriendo el marcador en la victoria por 2 a 1 en Avellaneda.  El 25 de agosto, cuando se disputaba un clásico de Avellaneda en el Cilindro, fue autor de un gol que sería anulado por pocos centímetros a instancias del VAR. El 1 de octubre, por la 16.ª jornada del mismo torneo, anotó para empatar el marcador ante Platense, partido que terminó 1-1.
Con la Academia, Sosa se consagró campeón de la Copa Sudamericana 2024. Fue incluido en el equipo ideal de la competición por su temple defensivo.

## Selección nacional

### Participaciones en Copas del Mundo
| Torneo                   | Sede    | Resultado        | Partidos | Goles |
| ------------------------ | ------- | ---------------- | -------- | ----- |
| Copa Mundial Sub-20 2019 | Polonia | Octavos de final | 4        | 0     |

## Estadísticas

### Clubes
- Actualizado hasta el 19 de agosto de 2025.

| Club | Div.                | Temporada           | Liga  | Liga  | Liga   | Copas Nacionales(1) | Copas Nacionales(1) | Copas Nacionales(1) | Torneos Internacionales(2) | Torneos Internacionales(2) | Torneos Internacionales(2) | Total | Total | Total  |
| Club | Div.                | Temporada           | Part. | Goles | Asist. | Part.               | Goles               | Asist.              | Part.                      | Goles                      | Asist.                     | Part. | Goles | Asist. |
| --- | ------------------- | ------------------- | ----- | ----- | ------ | ------------------- | ------------------- | ------------------- | -------------------------- | -------------------------- | -------------------------- | ----- | ----- | ------ |
| River Plate Argentina |                     |                     |       |       |        |                     |                     |                     |                            |                            |                            |       |       |        |
| 1.ª | 2018-19             | 4                   | 0     | 0     | -      | -                   | -                   | 1                   | 0                          | 0                          | 5                          | 0     | 0     |        |
| 1.ª | 2019-20             | 2                   | 0     | 0     | -      | -                   | -                   | 3                   | 0                          | 1                          | 5                          | 0     | 1     |        |
| 1.ª | 2020                | -                   | -     | -     | 8      | 0                   | 0                   | 3                   | 0                          | 0                          | 11                         | 0     | 0     |        |
| Total club | Total club          | 6                   | 0     | 0     | 8      | 0                   | 0                   | 7                   | 0                          | 1                          | 21                         | 0     | 1     |        |
| Atlanta United Estados Unidos | 1.ª                 | 2021                | 26    | 0     | 0      | -                   | -                   | -                   | 4                          | 1                          | 0                          | 30    | 1     | 0      |
| Atlanta United Estados Unidos | 1.ª                 | 2022                | 21    | 1     | 0      | 1                   | 0                   | 0                   | -                          | -                          | -                          | 22    | 1     | 0      |
| Atlanta United Estados Unidos | 1.ª                 | 2023                | 17    | 0     | 1      | -                   | -                   | -                   | 1                          | 0                          | 0                          | 18    | 0     | 1      |
| Atlanta United Estados Unidos | Total club          | Total club          | 64    | 1     | 1      | 1                   | 0                   | 0                   | 5                          | 1                          | 0                          | 70    | 2     | 1      |
| Racing Club Argentina | 1.ª                 | 2024                | 23    | 2     | 1      | 15                  | 0                   | 0                   | 13                         | 0                          | 0                          | 51    | 2     | 1      |
| Racing Club Argentina | 1.ª                 | 2025                | 15    | 0     | 1      | 2                   | 0                   | 0                   | 8                          | 2                          | 0                          | 25    | 2     | 1      |
| Racing Club Argentina | Total club          | Total club          | 38    | 2     | 2      | 17                  | 0                   | 0                   | 21                         | 2                          | 0                          | 76    | 4     | 2      |
| Total en su carrera | Total en su carrera | Total en su carrera | 108   | 3     | 3      | 26                  | 0                   | 0                   | 33                         | 3                          | 1                          | 167   | 6     | 4      |
| (1) Las copas nacionales se refiere a la Copa Argentina, la Copa Diego Armando Maradona y la Copa de la Liga Profesional. (2) Las copas internacionales se refiere a la Copa Libertadores y la Copa Sudamericana. |                     |                     |       |       |        |                     |                     |                     |                            |                            |                            |       |       |        |

## Palmarés

### Campeonatos nacionales
| Título         | Club        | País      | Año  |
| -------------- | ----------- | --------- | ---- |
| Copa Argentina | River Plate | Argentina | 2019 |

### Campeonatos internacionales
| Título              | Club        | Sede           | Año  |
| ------------------- | ----------- | -------------- | ---- |
| Copa Libertadores   | River Plate | Madrid         | 2018 |
| Copa Sudamericana   | Racing Club | Asunción       | 2024 |
| Recopa Sudamericana | Racing Club | Río de Janeiro | 2025 |

### Distinciones individuales
| Distinción                                       | Año  |
| ------------------------------------------------ | ---- |
| Miembro del Equipo Ideal de la Copa Sudamericana | 2024 |